# もずK
もずKは、日本の漫画家である。
主に青年誌で活躍する。

## 単行本
- real SPAM 私のアナル処女奪ってください (2011/4/1発売）
- real SPAM 欲求不満の爆乳妻と不倫 (2011/6/5発売）
- real SPAM めがねっこの処女贈呈 (2011/8/14発売）
- real SPAM セレブ人妻三姉妹のアナル調教 (2011/12/31発売）
- real SPAM 妹とあなたの娘を紹介します (2012/8/12発売）
- realSPAM 看護実習手伝ってください (2013/1/10発売）
- realSPAM 婦長と潔癖患者にも看護実習を (2013/8/21発売）